# Tricking

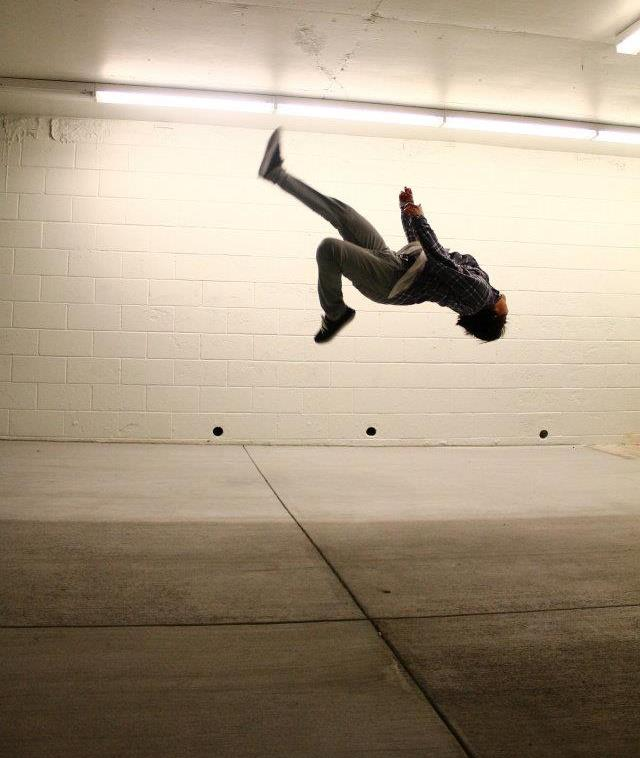
Un mouvement de tricking.

Le terme tricking ou tricks désigne un sport extrême issu des arts martiaux mêlant différentes acrobaties en provenance du taekwondo, de la gymnastique, capoeira, du freerun et breakdance . L'origine du tricking est attribuée au kata artistique et au développement des figures acrobatiques réalisées en kata . En une dizaine d'années la discipline a fortement évolué et la gymnastique artistique a influencé la pratique du sport. Aujourd'hui le tricking a énormément évolué depuis sa création, si l'aspect martial est toujours omniprésent, les éléments provenant des autres disciplines sont de plus en plus présents. Ces derniers définissent le style d'un pratiquant et c'est le mélange de ces disciplines qui permet de distinguer le tricking des autres sports acrobatiques ou arts martiaux.

## Histoire

### Apparition aux États-Unis
Le Tricking est un sport qui a émergé dans les années 1980 aux États-Unis. Dans les compétitions de Karaté du circuit américain, notamment celui du NASKA, sont apparues des catégories dites "katas créatifs" ou "katas extrêmes". Ces formats libres de performance martiale ont conduit les pratiquants à intégrer de nouveaux mouvements intuitifs et spectaculaires au sein de ces disciplines strictes. Les coups de pied sautés, tels que le 540 ou le 720 ont rapidement fait sensation, parallèlement à l'apparition de nouveaux gestes ou attaques de poings rapides et originales. Ces nouveautés ont progressivement assoupli les codes martiaux et les chorégraphies se sont complexifiées pour finalement aboutir à de véritables œuvres artistiques, soigneusement exécutées avec ou sans utilisation de la musique. Les premiers compétiteurs célèbres sont Jon Valera, David Douglas, Jimmy Pham ou encore KimDo.
Du côté californien, le West Coast Action Team, créé par Ernie Reyes Jr, réalise des démonstrations martiales où les coups de pied sautés et les figures aériennes s’apparentent aux Arts Martiaux Artistiques et Acrobatiques. Sous l’influence de M. Reyes, plusieurs groupes se sont formés sur la côte ouest, San José étant l’épicentre de ce phénomène. Les deux principaux étaient Loopkicks, créé par Chris DeVera et Zero Gravity Stunts, dirigé par Tony Chu. Au bout de quelques années, ces deux Teams allaient former les fondements du tricking moderne, tel qu’il est connu aujourd’hui. 

### Arrivée en France
Avec la démocratisation de l’internet haut débit, les vidéos de Tricking ont commencé à être visionnées par un nombre toujours croissant de personnes. De plus en plus de sites d’Arts Martiaux discutaient du sport. Parmi les pionniers, figuraient Jubei’s MA Zone, Bilang.com, Yellwboy.com, et un peu plus tard, trickstutorials.com.
Parallèlement, les katas artistiques sont devenus rapidement populaires et le concept s'est exporté hors des États-Unis. Des pays comme le Canada, le Royaume-Uni, l'Irlande, mais aussi la France ont vu apparaître ce sport dans les débuts des années 2000. Le French Open ou le NASC font partie des premières compétitions françaises où les grands noms de la discipline, tels que Steve Terada, Matt Emig ou Daniel Sterling, participaient. Le sport a également séduit en dehors du cadre compétitif. En effet de nombreux spectacles, émissions TV, films ont commencé à intégrer des mouvements issus du Tricking. La nuit des arts martiaux à Bercy, notamment, est un des grands rendez-vous où le Tricking s'exprime dans ses formes martiales. 
Les premiers clubs français se sont alors développés, en premier lieu sur la capitale mais aussi dans de multiples villes. Parmi eux nous pouvons citer le Team Cascade, le Team Delarue, le Team Advance, le Team Cobra, le Team Uriken et le Team FDC.

### Évolution de la discipline dans le monde
Le tricking ne s’est toutefois pas limité à la France et de nombreux pays ont vu s'accroître le nombre de pratiquants. Depuis l’apparition de YouTube le phénomène s’est amplifié et des sportifs de tout horizon ont commencé à trickzer. Ainsi des acrobates, des gymnastes, des breakdancers, des artistes du cirque et bien d’autres se sont intéressés à la discipline. Au niveau mondial, les pays scandinaves, l’Australie, les pays d’Europe de l’Est et l'Asie sont arrivés sur la scène internationale. Les vidéos étant le principal vecteur d’apprentissage.
À côté des kicks, s'est multipliée une grande quantité de figures acrobatiques et gymniques transformant profondément la pratique du sport. Le kimono laissait place aux shorts et aux t-shirts. Aux katas ont ainsi succédé les battles et l’entrainement pour lui-même. Les samplers ont évolué avec le temps. 
Entre 2009 et 2014, le côté gymnique et acrobatique s’est fortement répandu et le sport a pris une nouvelle direction, celle de la performance. Les records ont ainsi commencé à se succéder. Les trickzeurs de cette génération, tels que Michael Guthrie, Scotty Skelton, Vellu Saarela, ou encore Bailey Payne  ont surpassé à nouveau les limites du Tricking. 
En 2015, le Tricking est ainsi fait de diversité, de mélange de styles. Les kickers et puristes se sont ouverts aux acrobaties et les adeptes de la gymnastique ont décidé de faire des kicks. L’évolution du sport est toujours incertaine et risque de toujours nous surprendre avec de plus en plus de mouvements de breakdance par exemple.

## Particularités

### Créativité et liberté
Comme les sports de glisse le tricking comporte une part importante de créativité et liberté. Le pratiquant n’a pas un parcours de progression imposé dans un cadre fermé. Il évolue en fonction de ses envies et aspirations, développant avec le temps un style qui tend à être unique. Ainsi, les trickzeurs apprennent à faire des enchainements libres - combos - de coup de pieds, acrobaties et figures aériennes et au sol diverses.
Certains d’entre eux incorporent ces combos à des techniques de bras et de poings pour réaliser une chorégraphie structurée appelée kata artistique ou « form ». Ceux-ci se réalisent individuellement ou en équipe. Les trickzeurs s'entrainent dans des lieux très variés : salles de gymnastique avec praticable, salles de combat avec tatami ou puzzle, salles de danse sur du parquet en bois, terrains d'herbe, plages et bien d'autres. C'est une discipline libre qui mélange les genres et permet de s'entrainer dans de nombreux lieux. 
On distingue deux méta-catégorie de pratiquants :
- le former/kicker : généralement issu des arts martiaux traditionnels, il se spécialise sur les techniques de coups de pied complexes. De par ses racines, il recherche plus la perfection et la propreté de la technique que la performance pure. Il répète des figures pour atteindre un niveau de précision important.
- le trickzeur acrobate : issu de la gym, il favorise le côté spectaculaire et impressionnant des acrobaties. Il apprécie les rotations et les dimensions horizontales dans ses figures. L’aspect martial, bien que respecté, n’est pas premier dans sa pratique. Il cherche plus la performance et la puissance de ses techniques que leur répétition et perfectionnement.

Il existe des trickzeurs complets qui arrivent néanmoins à combiner les kicks et les acrobaties afin de créer et de réaliser de nouveaux combos, à l'instar d’Ahmed Nadjem, Anis Cheurfa, Michael Guthrie ou Jeremy Marinas.
Le rapprochement de l’une ou l’autre de ses catégories dépend de nombreux facteurs : disciplines pratiquées précédemment, Team, compétences naturelles, tendance du moment, etc.

### Esprit de communauté et philosophie
L’esprit de communauté est très important dans le Tricking. Les trickzeurs du monde créent leur propres vidéos, communiquent leur passion et échangent beaucoup d’informations. Les médias sociaux mais également les forums et les blogs sont importants pour la communauté. Les trickzeurs se rencontrent lors des événements et participent à des projets communs.
Le T-shirt et le bracelet sont deux accessoires fortement utilisés et échangés dans le monde du Tricking. En effet, ils représentent les membres d'une même communauté mais provenant de villes, de Teams et de pays différents. Ils représentent également le style et permettent aux pratiquants de se sentir appartenir à un mouvement dans lequel ils croient.
La plupart des pratiquants partagent une même philosophie, celle du dépassement de soi. Parfois inspirée des mangas, du cinéma ou des jeux vidéo, cette philosophie leur permet d’explorer les limites de leur corps et de leur esprit. Pour certains, cela procure une réelle sensation d’accomplissement. C’est aussi une manière d’exprimer une certaine forme de liberté. Par la recherche du style, de la créativité ou de la performance, les trickzeurs démontrent leur vision du sport et de leur vie. L’énergie dégagée est parfois très intense, notamment lors des compétitions, en kata ou battle. 
Il n’y a pas de référencement officiel du nombre de pratiquants du tricking. Le sport est encore peu connu du grand public mais quelques vidéos virales ont donné une notoriété au sport. Quelques vidéos ont dépassé le million de vues et une grande partie a pu atteindre la centaine de milliers. Certaines entreprises commencent à s’y intéresser, tel que RedBull qui a créé l’évènement RedBull Throwdown mais aussi le Redbull Kick It qui n'est pas réservé aux trickzeurs mais qui accueillaient plusieurs trickzeurs aussi bien en juges qu'en compétiteurs.

## Évènements

### Introduction sur les différents formats
Il existe plusieurs formats d'événements :
- Le premier format est le « Battle », à l'instar du hip-hop, où les adversaires s'affrontent à travers l’exécution de combos ou figures particulières. Ils sont jugés sur la difficulté des figures réalisées, de leur charisme et sont sanctionnés sur les chutes et déséquilibres.
- Le deuxième format de compétition est le « kata artistique ». C'est une chorégraphie martiale effectuée avec ou sans musique. Le trickzeur doit créer sa propre œuvre artistique et l’exécuter devant un jury. Il est jugé sur sa capacité à allier figures aériennes, combos et précision dans l'exécution de l'ensemble de la chorégraphie. Il est également sanctionné en cas de chute ou de déséquilibre.
- Le troisième format est le « Gathering »[18], ou rassemblement. Les trickzeurs se rencontrent sur un ou plusieurs jours dans un lieu commun. Ils s'entraînent ensemble et parfois intègrent des éléments de compétition lors de ces gatherings. Ces gatherings peuvent être de différentes tailles : juste au sein d'une ville, nationaux ou même internationaux. Les plus grands gatherings réalisés sont le Giga Gathering, le NEO, le Loopkicks Camp et le Hooked.

### Battles
Les Battles se déclinent sous plusieurs formes. Certains sont limités dans le temps, par exemple une minute, ou deux, etc. Les participants sont alors entièrement libres de leurs actions pendant le temps imparti. À la fin du chrono, les juges prennent leur décision. C’est le cas souvent lors de battle en équipe, en 2 vs 2, 3 vs 3 ou plus.
Lors des Battles individuels, d’autres types de Battle existent. Notamment dans certaines compétitions françaises, les compétiteurs ont un nombre de passages limité, tels que 2 ou 3 combos. Une variation est apparue aussi où ces passages étaient conditionnés : seulement un kick, seulement un accro, seulement un combo. 
Au niveau du jugement, le vote se fait le plus souvent à main levé. Le jury, impair, donne son avis sur le vainqueur. Le participant qui remporte le plus grand nombre de votes remporte le match. Dans certains cas, les juges sont aptes à donner une égalité entre les compétiteurs. Généralement ils sont alors départagés sur un ultime passage. Dans d'autres compétitions comme le RedBull Throwdown, les juges donnent une note allant de 1 à 10 et chaque juge ne note qu'un critère des battles.
Le résultat dépend de l’appréciation des juges. De manière rationnelle, ils comparent les performances en fonction de plusieurs critères: le niveau de performance des figures réalisées, leur diversité (comme l’équilibre entre acrobaties et kicks), leur technicité (les liens ou translations) et leur exécution (fluidité) . À cela s’ajoutent le charisme et l’attitude du trickzeur, ainsi que l’absence de chutes ou déséquilibres. Le sport étant en pleine évolution et indéfini, il arrive encore que les jugements restent subjectifs et soient sujets à controverses.
Dans les battles, aussi bien seul qu'en équipe, il peut y avoir une grande part de provocations dans le but de déstabiliser l'adversaire. 

### Les Katas
Les Katas appartiennent au champ des arts martiaux. Le salut marque le début et la fin d’un kata, il doit être respecté par tous les compétiteurs. 
Il existe une multitude de types de Katas différents, en voici une liste non exhaustive accompagnée de quelques définitions :
- Le Musical Form : C’est la forme classique de kata. Le compétiteur exécute un chorégraphie martiale avec l’aide d’une musique. Il doit édifier une série de poings et y intégrer des figures de Tricking. Les poings constituent la majeure partie du Kata. Ils sont très divers et sont créés de toutes pièces. Les compétiteurs les plus talentueux visent à synchroniser les coups de poing voire les figures avec la musique afin de réaliser une véritable œuvre artistique.
- Le Extreme Form : C’est une variation du Musical Form dans laquelle les figures prennent une valeur plus importante. Les poings, alors clés dans le Musical Form, ont ici un coefficient moindre.
- Le Creative Form : C’est un kata sans musique dans lequel les figurent sont limitées. En effet, le compétiteur ne peut qu’insérer les mouvements les plus basiques du Tricking : pas de saltos, pas de fortes rotations, pas de mouvements transversaux (tête en bas). Il est ainsi entièrement jugé sur ses séries de poings, l’originalité et son charisme.
- Le Team Form : Les compétiteurs exécutent un kata « Musical Form » à deux ou plusieurs. Ils sont notamment jugés sur leurs capacités de synchronisation ainsi que les combinaisons à 2 et plus.
- Les Armes : Armés de Kamas, Nunchakus, Batons, Katanas ou autres, les compétiteurs réalisent un Musical Form où l’arme remplace le poing. Ils sont ainsi jugés sur le maniement des armes principalement, ainsi que sur les figures insérées. Le maniement des armes prime[22].

## Équipes
Il existe plusieurs formats d'organisation autour du Tricking. Le premier est le format « Club ». Un club est une association ou dépend d'une association officielle française. Il existe un corps professoral et une équipe technique. Les professeurs sont souvent diplômés d'un brevet d'état ou d'un équivalent. L'équipe technique permet l'organisation d'évènements, la réalisation de démonstrations et gère les multiples salles d'entrainement. Dans ces structures, les élèves sont bien encadrés et suivis dès le début de leur parcours.
Parmi ces clubs, il est possible de citer le Team FDC, le TDO Crew, le Team Advance, Cascade 31, En Avant Paris ou le Team Kickers d'Elite ou bien encore Loz’Air Tricking .
Il existe aussi des formats d'entrainement plus libres. Les pratiquants se réunissent dans des lieux d'entrainement pour progresser. Il n'y a pas vraiment de salle dédiée, ni de professeurs particuliers. Les trickzeurs se réunissent et s'entre-aident pour progresser. Parfois, ces lieux d'entrainement sont des salles de Gymastique (section loisirs), des salles avec tatami, des salles de danse ou encore en extérieur. 
Parmi les clubs de gymnastique avec section loisirs, il est possible de citer le C.A Béglais vers Bordeaux ou encore le Gym Loisirs Abroges à Annecy.

## Exposition médiatique
Avec la montée de sa popularité, le Tricking a été plébiscité dans différents media :
- Anis Cheurfa, un trickseur français professionnel, a doublé le personnage masqué Rinzler en 2010 dans le film Tron: Legacy pour les scènes de combat.
- Jacob Pinto, champion du Red Bull Tricking à trois reprises, est apparu à la télévision et dans des publicités telle que Best Time Ever with Neil Patrick Harris, Blackish et The Voice avec CeeLo Green.
- Daniel Graham, un trickseur Américain a effectué des scènes de combats dans le film Hunger Games : La Révolte Partie 1 sorti en 2014.
- La série télévisée Arrow a fait appel à l'actrice et pratiquante Caity Lotz pour incarner Sara Lance.
- Daredevil, la série télévisée de Marvel, a mis en scène des combats mélangeant plusieurs techniques de combat dont le Tricking.
- Talin Chaturantabut, un trickseur américain (qui n'est d'autre que le fils de Michael Chaturantabut, le fondateur de ce sport) apparait dans le dernière épisode de la saison 1 de la série Cobra Kai. Il joue le rôle de Xander Stone, le tenant du titre du All Valley Karate tournament [24] .